# Григор'єв Іван Якович
Іва́н Я́кович Григо́р'єв (нар. 20 травня 1924 — пом. 1998) — учасник Другої світової війни, командир взводу, лейтенант, Герой Радянського Союзу (1945).

## Життєпис
Народився 20 травня 1924 року в селі Новоолександрівка Баштанського району Миколаївської області.
Виховувався у Миколаївському дитячому будинку, навчався в училищі Чорноморського суднобудівного заводу, де потім і працював.
З евакуйованим підприємством в серпні 1941 виїхав у Сталінград і там до 15 серпня працював на заводі.
У серпні 1941 року призваний до лав Радянської Армії. Під час війни закінчив прискорений курс офіцерського училища в Барнаулі
Особливо відзначився під час прориву ворожої оборони з магнушевського плацдарму на лівому березі Вісли 14 січня 1945 року. Командир взводу 45-мм гармат 180-го гвардійського стрілецького полку 60-ї гвардійської стрілецької дивізії 5-ї ударної армії 1-го Білоруського фронту лейтенант І. Я. Григор'єв вміло і своєчасно підтримав вогнем наступ піхоти. Після того, як обслуга однієї з гармат вийшла з ладу, особисто вів артилерійський вогонь і знищив 3 ворожих кулемети. Отримав важке поранення.
У 1947 році вийшов у запас. Працював у органах МВС СРСР.
Помер у 1998 році в місті Тула.

## Нагороди і почесні звання
Указом Президії Верховної Ради СРСР від 27 лютого 1945 року лейтенанту Григор'єву Івану Яковичу присвоєне звання Героя Радянського Союзу з врученням ордена Леніна і медалі «Золота Зірка».
Також нагороджений орденами Червоної Зірки, Вітчизняної війни 1-го ступеня, медалями.